# Wir sehen uns wieder
Wir sehen uns wieder ist ein Lied des deutschen Sängers und Ole Feddersen aus dem Jahr 2001, in Zusammenarbeit mit Philipp Grütering, Ina Paule Klink und Malte Pittner.

## Entstehung und Veröffentlichung
Geschrieben wurde das Lied gemeinsam von den drei Interpreten Ole Feddersen, Philipp Grütering und Malte Pittner, zusammen mit dem Produzentenduo Island Bros. (bestehend aus Marcus Brosch und Henrik Menzel). Die Island Bros. zeichneten zudem auch für die Produktion verantwortlich.
Die Erstveröffentlichung von Wir sehen uns wieder erfolgte als Single im Jahr 2001 bei Ariola. Diese erschien als CD-Maxi-Single mit zwei Remixen und dem Lied Ich zähl die Stunden als B-Seite (Katalognummer: 74321 79392 2). Am 22. Oktober 2001 erschien das Lied als Teil von Oles Debütalbum OleSoul (Katalognummer: 7 4321 861462).

## Chartplatzierungen
| ChartsChartplatzierungen | Höchstplatzierung | Wochen |
| ------------------------ | ----------------- | ------ |
| Deutschland (GfK)        | 65 (1 Wo.)        | 1      |